# Златев, Пенчо
Пенчо Иванов Златев (болг. Пенчо Иванов Златев; также Петко Иванов Златев; 2 ноября 1883, Елена, Болгария — 24 июля 1948, София) — болгарский военный, генерал-лейтенант, политик, участник переворота 19 мая 1934 года. Премьер-министр страны в 1935 году.

## Биография
Пенчо Златев родился 2 ноября 1883 года в городе Елена. Окончив военное училище в Софии в 1903 году, он служил в кавалерии. В 1914 году окончил Николаевскую академию Генерального штаба в Санкт-Петербурге. Златев принимал участие в Балканских войнах и Первой мировой войне, командовал несколькими кавалерийскими полками (1-м, 6-м и 9-м), а с 1928 по 1934 год он был инспектором кавалерии.
В качестве одного из лидеров Военного союза, правой группы, которая имела тесные связи с партией Звено, Златев принимал участие в перевороте 19 мая 1934 года и был назначен министром обороны. Позже царь Борис III организовал контрпереворот и 22 января 1935 года назначил его премьер-министром страны. После недолгого пребывания на посту председателя правительства Златев вышел в отставку и ушёл из политики.

## Награды
- Орден «За храбрость» III степени II класса и IV степени I и II классов
- Орден «Святой Александр» V степени без мечей и V степени с мечами между сторонами креста
- Орден «За военные заслуги» II степени
- Железный крест 2-го класса (Германия)